# Мориссетт, Ллойд
Ллойд Ньютон Моррисетт-младший (2 ноября 1929 года — 15 января 2023 года) — американский психолог, работавший в сфере образования, коммуникаций и благотворительности. Один из создателей кукольного телешоу «Улица Сезам».

## Биография
Моррисетт родился в Оклахома-Сити, штат Оклахома, в семье известного американского педагога Ллойда Ньютона Мориссетта. Вскоре семья переехала в Йонкерс, чтобы избежать трудностей, вызванных Великой депрессией, а затем в Лос-Анджелес. Он обучался в Оберлинском колледже, а позднее — в Йельском университете. После этого получил докторскую степень в области экспериментальной психологии.
Некоторое время Мориссетт работал преподавателем, потом активно участвовал в работе Корпорации Карнеги в Нью-Йорке.
В середине 1960-х годов Мориссетт впервые задумался о том чтобы использовать телевидение для детского воспитания. Он изучает известные ему психологические данные и обсуждает свои идеи на этот счёт с людьми из телевизионной сферы. В результате, совместными усилиями, в 1969 году на американском телевидении вышло телешоу «Улица Сезам». Телешоу с самого начала трансляции вызвало интерес у телезрителей, имело большие рейтинги и положительные отзывы от профессиональных педагогов.
Мориссетт был женат, у него было 2 дочери. Он умер в своём доме в Сан-Диего 15 января 2023 года в возрасте 93 лет.